# Un, dos, tres
Un, dos, tres (títol original en anglès: One, Two, Three) és una pel·lícula estatunidenca dirigida per Billy Wilder el 1961. Ha estat doblada al català.

## Argument[2]
El 1961, durant la "Guerra freda" C.R. MacNamara, representant a Berlín Oest de la Coca-Cola, ambiciona convertir-se en el director per Europa, i d'introduir la beguda darrere el "teló d'acer". El seu patró, Wendell P. Hazeltine, li demana que s'ocupi de la seva filla, Scarlet, que fa una estada a Europa. Però la jove desapareix, després torna acompanyada d'un militant comunista, Otto Ludwig Piffl, que presenta com el seu marit...

## Repartiment
- James Cagney: C.R. MacNamara
- Horst Buchholz: Otto Ludwig Piffl
- Pamela Tiffin: Scarlet Hazeltine
- Arlene Francis: Phyllis MacNamara
- Liselotte Pulver: Fraülein Ingeborg
- Howard St. John: Wendell P. Hazeltine
- Hanns Lothar: Schlemmer
- Leon Askin: Peripetchikoff
- Ralf Wolter: Borodenko
- Karl Lieffen: Fritz
- Hubert von Meyerinck: El comte von Droste Schattenburg
- Loïs Bolton: Melanie Hazeltine
- Peter Capell: Mishkin
- Til Kiwe: Un periodista
- Henning Schütler: El Doctor Bauer
- Karl Ludwig Lindt: Zeidlitz

I, entre els actors que no surten als crèdits :
- Red Buttons: Un sergent de la polícia militar
- Friedrich Hollaender: El director del Grand Hôtel

## Premis i nominacions

### Nominacions
- 1962: Oscar a la millor fotografia per Daniel L. Fapp
- 1962: Globus d'Or a la millor pel·lícula musical o còmica
- 1962: Globus d'Or a la millor actriu secundària per Pamela Tiffin